# Kamptaube
Die Kamptaube (Uropelia campestris), auch Campostäubchen genannt, ist eine Art der Taubenvögel. Sie ist die einzige Vertreterin ihrer Gattung und gehört zur Unterfamilie der Amerikanischen Kleintauben. Sie kommt in zwei Unterarten nur in Südamerika vor. Obwohl sie eine verhältnismäßig häufige Art ist, die von der IUCN als ungefährdet eingestuft ist, ist über ihre Lebensgewohnheiten im Freiland nur wenig bekannt.

## Erscheinungsbild

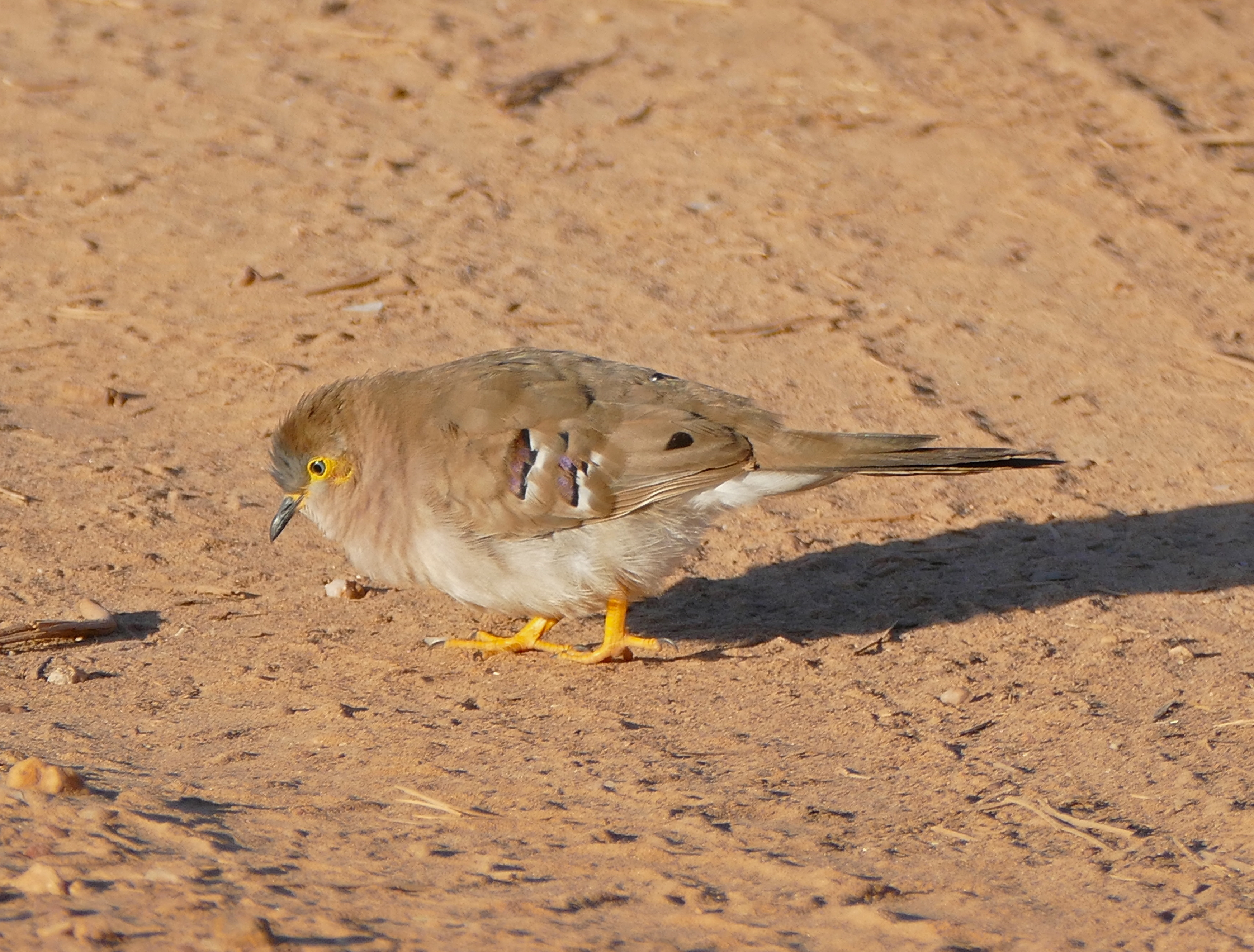
Kamptaube

Die Kamptaube erreicht eine Körperlänge von 17 Zentimetern. Sie ist damit etwa so groß wie eine Diamanttaube und zählt zu den kleinsten Taubenarten. Der Geschlechtsunterschied ist nicht sehr ausgeprägt. Das Weibchen unterscheidet sich vom Männchen lediglich durch den etwas blasseren Augenring.
Kamptauben haben eine blaugraue Stirn. Der Hals ist rosa, Kehle und Brust sind hellrosa. Die mittleren und größeren Flügeldecken weisen je zwei dunkelrote Flecken auf. Der Bauch und die Unterschwanzdecken sind weiß. Die Schwanzfedern sind mattbraun. Der Schnabel ist dunkel und die Iris ist hellblau. Die Augenringe sind gelblich.

## Verbreitung, Lebensraum und Bestand
Die Nominatform Uropelia campestris campestris kommt lediglich im brasilianischen Tiefland von Maranhão und Piauí und den Provinzen Goiás und Bahia vor. Sie besiedelt außerdem die Halbinsel Marajó. Die Unterart Uropelia campestris figginsi besiedelt das übrige Brasilien sowie den Osten von Bolivien. Die Art hat damit ein ausgesprochen großes Verbreitungsgebiet. Die IUCN schätzt dieses auf 1,8 Millionen Quadratkilometer. Bestandszahlen sind bislang nicht quantifiziert worden. Die IUCN geht aber davon aus, dass der Bestand sehr hoch ist, da die Art zumindest in Teilen ihres Verbreitungsgebietes als häufig bezeichnet wird.

## Belege